# Кислий Ключ (Амурська область)
Кислий Ключ (рос. Кислый Ключ) — село у Магдагачинському районі Амурської області Російської Федерації. Розташоване на території українського історичного та етнічного краю Зелений Клин.
Входить до складу муніципального утворення Гонжинська сільрада. Населення становить 24 особи (2018).

## Історія
З 20 жовтня 1932 року входить до складу новоутвореної Амурської області.
З 1 січня 2006 року входить до складу муніципального утворення Гонжинська сільрада.

## Населення
| 2002 | 2010 | 2012 | 2013 | 2014 | 2015 | 2016 |
| ---- | ---- | ---- | ---- | ---- | ---- | ---- |
| 10   | ↗28  | ↘24  | ↘23  | ↗24  | →24  | →24  |
| 2017 | 2018 |      |      |      |      |      |
| →24  | →24  |      |      |      |      |      |